# Il fratellino
Il fratellino (El hermano pequeño) è una raccolta di racconti di Manuel Vázquez Montalbán, che ha come protagonista l'investigatore privato Pepe Carvalho.

## Edizioni in italiano
- Manuel Vázquez Montalbán, Il fratellino, traduzione di Hado Lyria, Feltrinelli, Milano 1997 ISBN 88-07-70088-3
- Manuel Vazquez Montalban, Il fratellino, traduzione di Hado Lyria, Feltrinelli, Milano 1999 ISBN 88-07-81535-4

## Adattamento
Il fratellino ha ispirato il primo episodio della serie televisiva Pepe Carvalho (1999-2004).